# Coeficiente de correlação tau de Kendall
Em estatística, o coeficiente de correlação de postos de Kendall, comumente chamado de coeficiente tau de Kendall (devido à letra grega τ), é uma estatística usada para medir a correlação de postos entre duas quantidades medidas. Um teste tau é um teste de hipóteses não paramétrico referente à dependência estatística baseada no coeficiente tau.
É uma medida de correlação de postos, ou seja, verifica a semelhança entre as ordens dos dados quando classificados por cada uma das quantidades. Recebe este nome em homenagem ao estatístico britânico Maurice Kendall, que o desenvolveu em 1938. O filósofo alemão Gustav Fechner propôs uma medida semelhante no contexto das séries temporais em 1897.
Intuitivamente, a correlação de Kendall entre duas variáveis será elevada se as observações tiverem uma classificação semelhante (ou idêntica no caso de correlação igual a 1), comparadas as duas variáveis. Por classificação, entende-se a descrição das posições relativas das observações no interior de cada variável. A correlação de Kendall será baixa quando as observações tiverem uma classificação diferente (ou completamente diferente no caso de correlação igual a -1) comparadas as duas variáveis.
Tanto o coeficiente {\displaystyle \tau }, como o coeficiente {\displaystyle \rho } de Spearman podem ser formulados como casos especiais de um coeficiente de correlação geral. 

## Definição
Considere {\displaystyle (x_{1},y_{1})}, {\displaystyle (x_{2},y_{2})}, ..., {\displaystyle (x_{n},y_{n})} um conjunto de observações das variáveis aleatórias conjuntas {\displaystyle X} e {\displaystyle Y} respectivamente, tal que todos os valores de {\displaystyle (x_{i})} e {\displaystyle (y_{i})} sejam únicos. Qualquer par de observações {\displaystyle (x_{i},y_{i})} e {\displaystyle (x_{j},y_{j})}, em que {\displaystyle i\neq j}, é concordante se as classificações de ambos os elementos concordarem uma com a outra, isto é, se {\displaystyle x_{i}>x_{j}} e {\displaystyle y_{i}>y_{j}} ou se {\displaystyle x_{i}<x_{j}} e {\displaystyle y_{i}<y_{j}}. Elas são discordantes se {\displaystyle x_{i}>x_{j}} e {\displaystyle y_{i}<y_{j}} ou se {\displaystyle x_{i}<x_{j}} e {\displaystyle y_{i}>y_{j}}. Se {\displaystyle x_{i}=x_{j}} ou {\displaystyle y_{i}=y_{j}}, o par não é nem concordante, nem discordante.
O coeficiente {\displaystyle \tau } de Kendall é definido como:
{\displaystyle \tau ={\frac {({\text{quantidade de pares concordantes}})-({\text{quantidade de pares discordantes}})}{n(n-1)/2}}.}

### Propriedades
- O denominador é o número total de combinações de pares, então, o coeficiente deve estar no intervalo {\displaystyle -1\leq \tau \leq 1}.

- Se a concordância entre as duas classificações for perfeita (isto é, se as duas classificações forem iguais), o coeficiente tem valor 1.
- Se a discordância entre as duas classificações for perfeita (isto é, se uma classificação for o reverso da outra), o coeficiente tem valor -1.
- Se {\displaystyle X} e {\displaystyle Y} forem independentes, espera-se que o coeficiente seja próximo de zero.

## Teste de hipóteses
O coeficiente de postos de Kendall é frequentemente usado como uma estatística de teste em um teste de hipóteses para estabelecer se duas variáveis podem ser consideradas estatisticamente dependentes. O teste é não paramétrico, já que não se apoia em pressupostos sobre as distribuições de {\displaystyle X} ou {\displaystyle Y} ou a distribuição de {\displaystyle (X,Y)}.
Sob a hipótese nula da independência de {\displaystyle X} e {\displaystyle Y}, a distribuição amostral de {\displaystyle \tau } tem valor esperado igual a zero. Esta distribuição não pode ser caracterizada em termos de distribuições comuns, mas pode ser calculada com exatidão para pequenas amostras. No caso de amostras maiores, é comum usar uma aproximação da distribuição normal com média zero e variância igual a:
{\displaystyle {\frac {2(2n+5)}{9n(n-1)}}}.

## Repetições
Um par {\displaystyle \{(x_{i},y_{i}),(x_{j},y_{j})\}} é considerado empatado se {\displaystyle x_{i}=x_{j}} ou {\displaystyle y_{i}=y_{j}}. Um par empatado não é concordante, nem discordante. Quando pares empatados aparecem nos dados, o coeficiente pode ser modificado de várias maneiras para que se mantenha no intervalo {\displaystyle [-1,1]}.

### Tau-a
A estatística de Tau-a testa a razão de possibilidades de tabelas de contingência. Ambas as variáveis devem ser ordinais. Tau-a não fará ajustes para empates. É definida como:
{\displaystyle \tau _{A}={\frac {n_{c}-n_{d}}{n_{0}}}}
em que {\displaystyle n_{c}}, {\displaystyle n_{d}} e {\displaystyle n_{0}} são definidas na próxima seção.

### Tau-b
A estatística de Tau-b, diferentemente de Tau-a, faz ajustes para empates. Valores de Tau-b variam entre -1 (associação 100% negativa ou inversão perfeita) e +1 (associação 100% positiva ou concordância perfeita). Sendo igual a zero, indica ausência de associação.
O coeficiente Tau-b de Kendall é definido como:
{\displaystyle \tau _{B}={\frac {n_{c}-n_{d}}{\sqrt {(n_{0}-n_{1})(n_{0}-n_{2})}}}}
em que
- {\displaystyle n_{0}=n(n-1)/2};
- {\displaystyle n_{1}=\sum _{i}t_{i}(t_{i}-1)/2};
- {\displaystyle n_{2}=\sum _{j}u_{j}(u_{j}-1)/2};
- {\displaystyle n_{c}} é o número de pares concordantes;
- {\displaystyle n_{d}} é o número de pares discordantes;
- {\displaystyle t_{i}} é o número de valores empatados no {\displaystyle i}-ésimo grupo de empates para a primeira quantidade;
- {\displaystyle u_{j}} é o número de valores empatados no {\displaystyle j}-ésimo grupo de empates para a segunda quantidade.

### Tau-c
A estatística de Tau-c (também chamada de Tau-c de Stuart-Kendall) difere de Tau-b na medida em que é mais adequada para tabelas retangulares do que para tabelas quadradas.

## Testes de significância
Quando duas quantidades são estatisticamente independentes, a distribuição de {\displaystyle \tau } não é facilmente caracterizável em termos de distribuições conhecidas. Entretanto, para {\displaystyle \tau _{A}}, a seguinte estatística, {\displaystyle z_{A}}, é aproximadamente distribuída como uma normal padrão quando as variáveis são estatisticamente independentes:
{\displaystyle z_{A}={3(n_{c}-n_{d}) \over {\sqrt {n(n-1)(2n+5)/2}}}}
Assim, para testar se as duas variáveis são estatisticamente dependentes, computa-se {\displaystyle z_{A}} e encontra-se a probabilidade cumulativa para a distribuição normal padrão em {\displaystyle -|z_{A}|}. Para um teste bicaudal, multiplica-se aquele número por dois para obter o valor-p. Se o valor-p, estiver abaixo de um dado nível de significância, rejeita-se a hipótese nula (àquele nível de significância) de que as quantidades são estatisticamente independentes.
Numerosos ajustes devem ser acrescentados a {\displaystyle z_{A}} quando se levam em conta os empates. A seguinte estatística, {\displaystyle z_{B}}, tem distribuição igual à distribuição {\displaystyle \tau _{B}} e é mais uma vez aproximadamente igual à distribuição normal padrão quando as quantidades forem estatisticamente independentes:
{\displaystyle z_{B}={n_{c}-n_{d} \over {\sqrt {v}}}}
em que
- {\displaystyle v=(v_{0}-v_{t}-v_{u})/18+v_{1}+v_{2}};
- {\displaystyle v_{0}=n(n-1)(2n+5)};
- {\displaystyle v_{t}=\sum _{i}t_{i}(t_{i}-1)(2t_{i}+5)};
- {\displaystyle v_{u}=\sum _{j}u_{j}(u_{j}-1)(2u_{j}+5)};
- {\displaystyle v_{1}=\sum _{i}t_{i}(t_{i}-1)\sum _{j}u_{j}(u_{j}-1)/(2n(n-1))};
- {\displaystyle v_{2}=\sum _{i}t_{i}(t_{i}-1)(t_{i}-2)\sum _{j}u_{j}(u_{j}-1)(u_{j}-2)/(9n(n-1)(n-2))}.